# Dunas de Maspalomas
Dunas de Maspalomas är ett naturreservat, inrättat 1994, i Spanien. Det 404 hektar stora området ligger i provinsen Provincia de Las Palmas och regionen Kanarieöarna, i den sydvästra delen av landet, 1 800 km sydväst om huvudstaden Madrid. Dess sanddyner sägs ha bildats när sand blåste in från havsbottnen när kusten var torrlagd under senaste istiden, men detta är ingen fastställd teori eftersom det samtidigt finns referenser om att ingen öken fanns i området vid slutet av lilla istiden på 1800-talet. Dunas de Maspalomas ligger 4 meter över havet.
Terrängen runt Dunas de Maspalomas är kuperad norrut, men västerut är den platt. Havet är nära Dunas de Maspalomas söderut.  Närmaste större samhälle är Santa Lucía, 19,4 km norr om Dunas de Maspalomas. 